# 孙方谏
孙方谏（893年—954年），五代时中山县人，一说莫州清苑人。
原名孙方简，曾经利用宗教聚合群众，在狼山聚集千余家，抵御契丹。开运三年（946年）归降后晋，为东北招收指挥使。契丹灭后晋，孙方谏为定州节度使。契丹派他到大同，他抗命率领三千人回到狼山，归附后汉。在定州抵御契丹，后周时历任华州同州节度使，加中书令。

## 延伸阅读
[在维基数据编辑]
 《舊五代史/卷125》，出自薛居正《舊五代史》
 《新五代史·卷49》，出自歐陽修《新五代史》